# Mosel-Weinkönigin

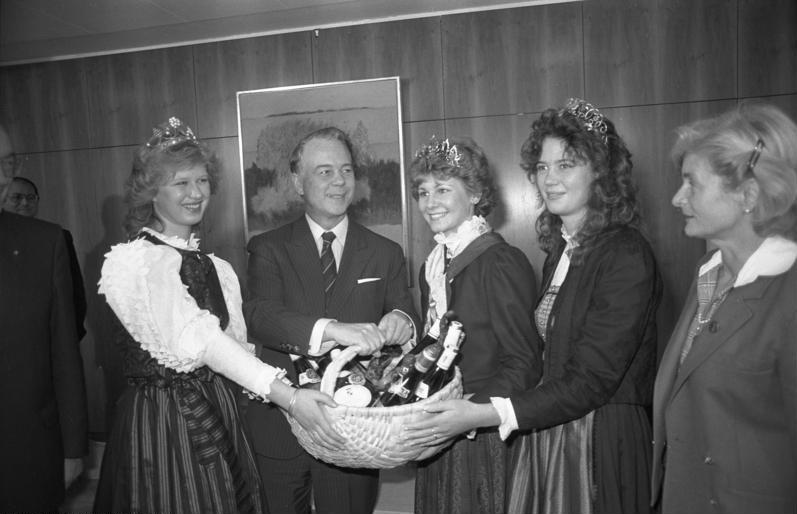
Übergabe eines Präsentes an Bundesratspräsident Albrecht durch die Deutsche Weinkönigin Mechthild Meyer aus Waldrach (Bildmitte) und ihre beiden deutschen Weinprinzessinnen (1985)

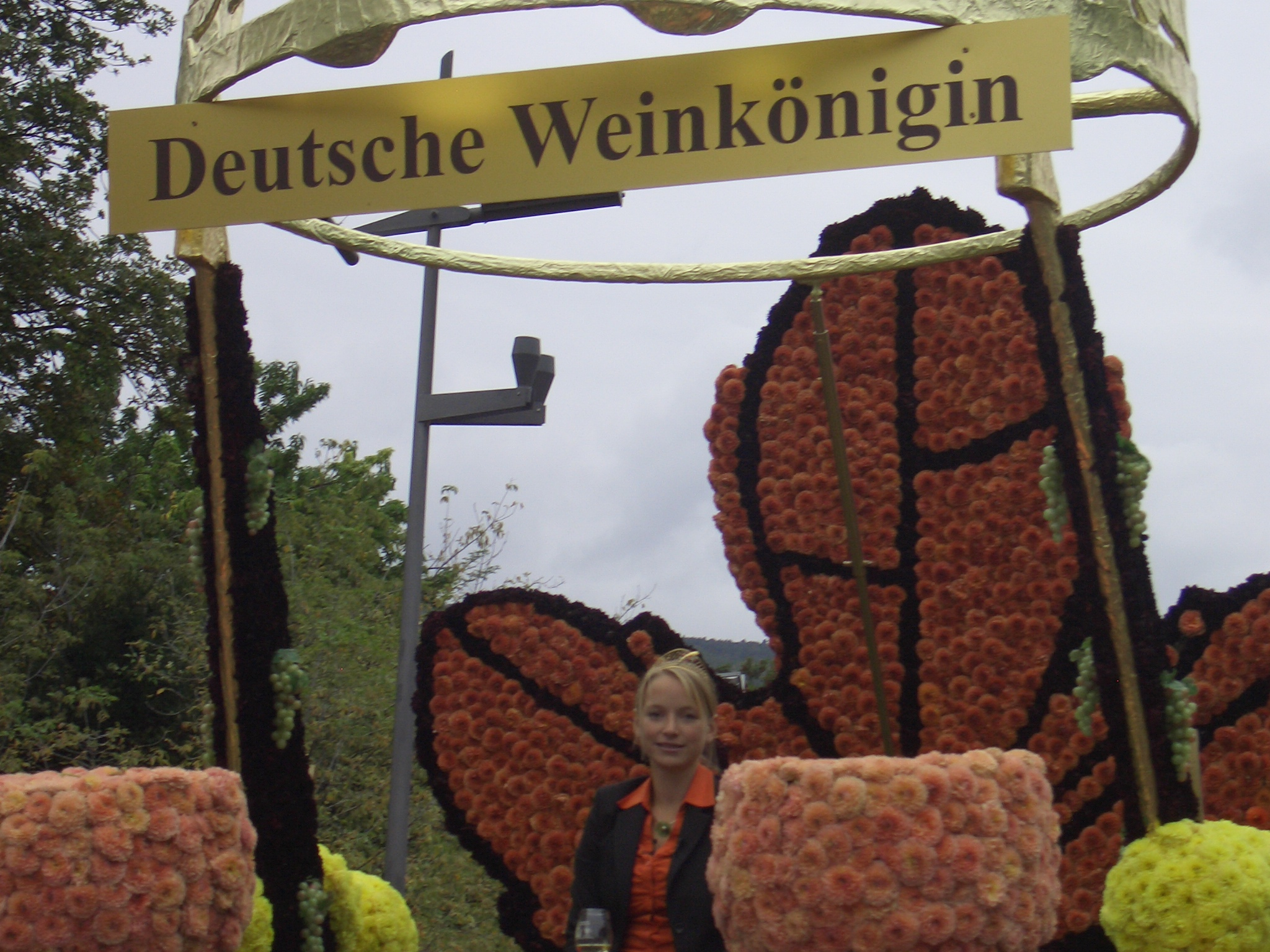
Sonja Christ (2009)

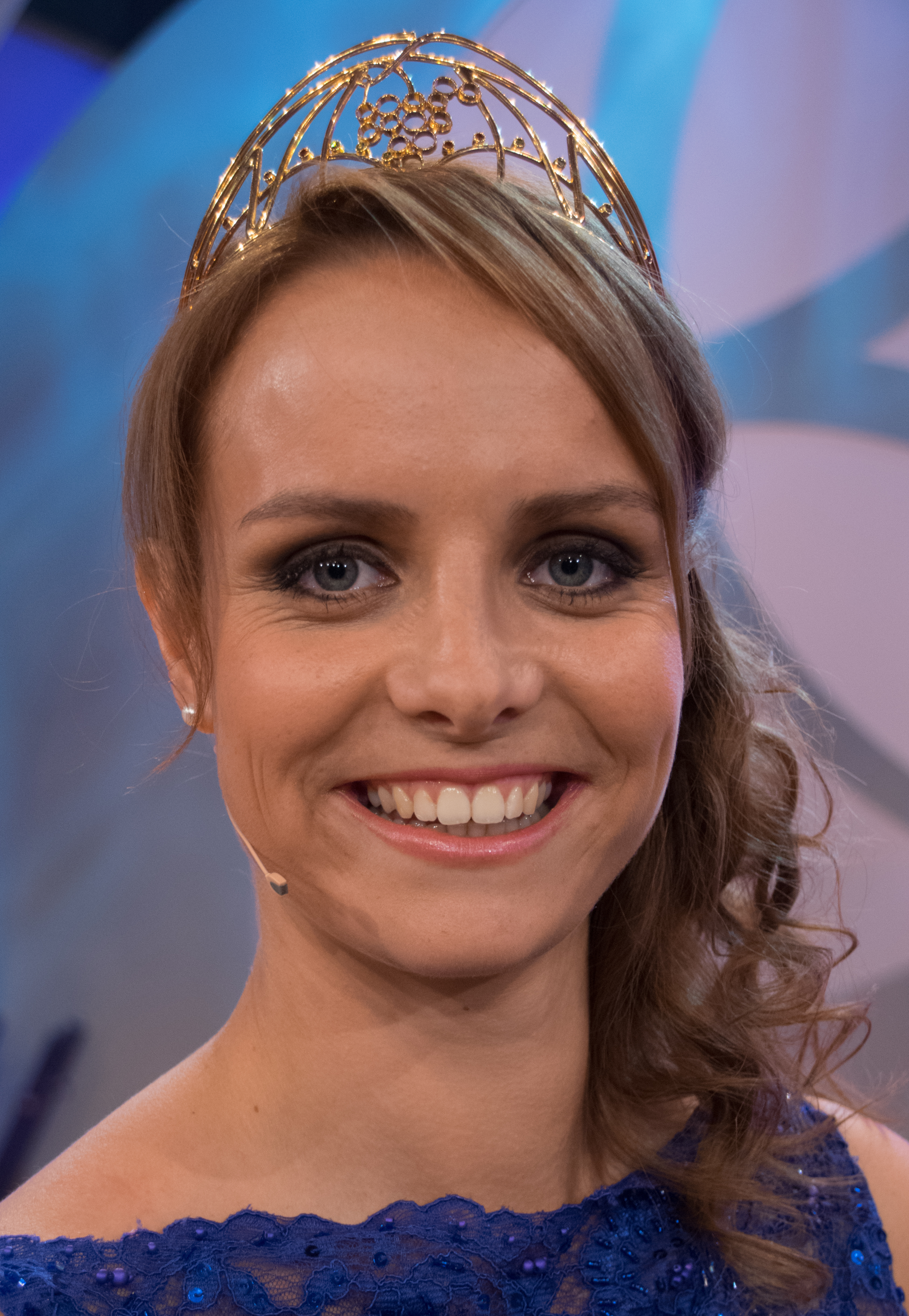
Lena Endesfelder (2016)

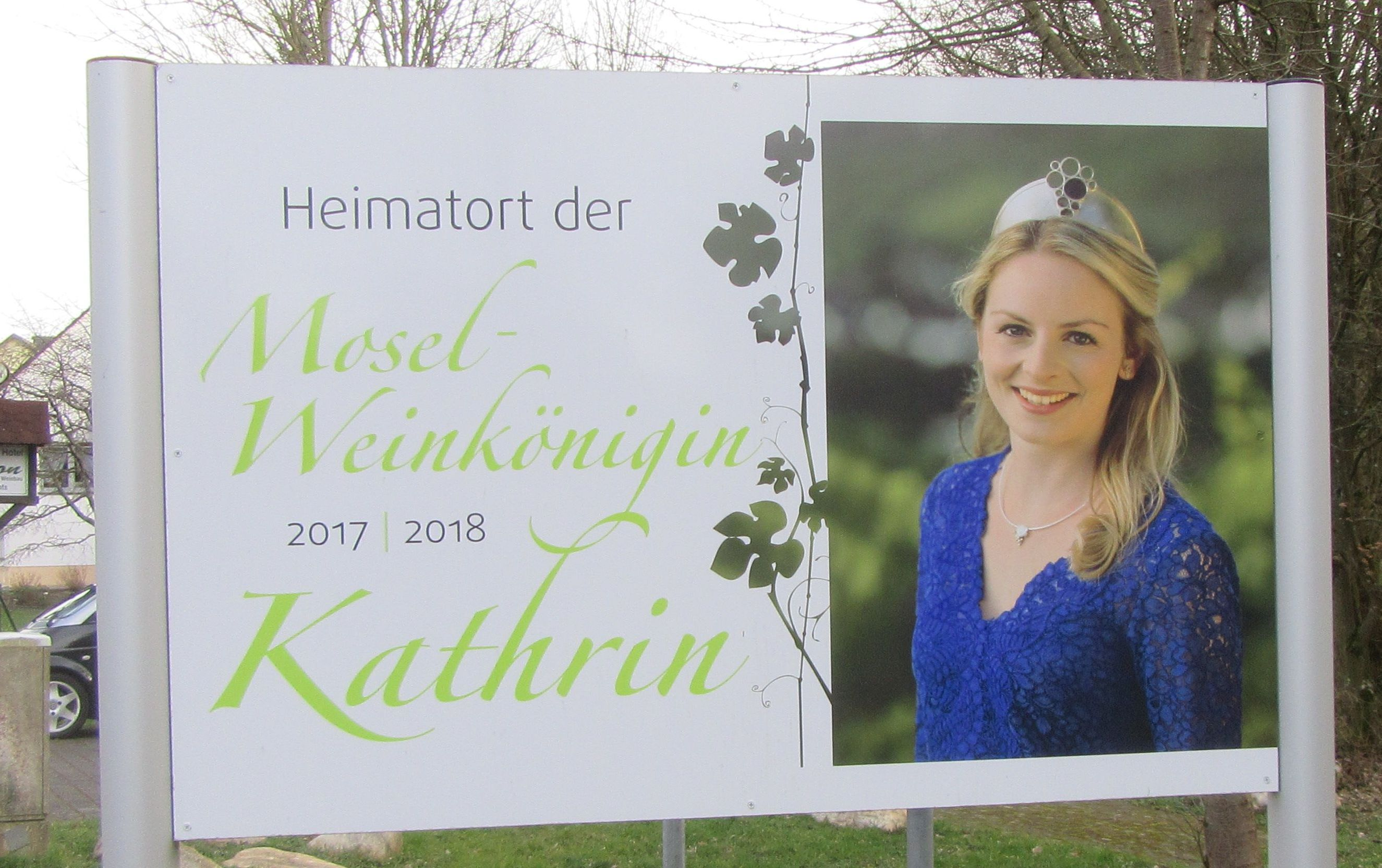
Hinweistafel in Waldrach, Heimatort der Moselweinkönigin 2017/2018, Kathrin Hegner

Die Mosel-Weinkönigin (bis 2006: Mosel-Saar-Ruwer-Weinkönigin) ist die seit 1949 jährlich gewählte Repräsentantin des Weinbaugebietes Mosel. Im Folgejahr hat sie die Möglichkeit, an der Wahl zur Deutschen Weinkönigin teilzunehmen.

## Mosel-Weinköniginnen
Die Gebietsweinköniginnen Mosel-Saar-Ruwer bzw. seit 2006 Mosel:
- 1949/1950: Marie-Elisabeth Steffen geb. Pütz, Saarburg, Deutsche Weinkönigin 1950/1951
- 1950/1951: Waltraud Jarrold geb. Krall, Winningen
- 1951/1952: Bernarda Rath geb. von Nell, Trier
- 1952/1953: Gertrud Weimer geb. Görgen, Zell
- 1953/1954: Juliane König geb. Kohl, Dhron
- 1954/1955: Appollonia Clüsserath geb. Schmitz, Trittenheim
- 1955/1956: Ursel Sünner geb. Schwarzbeck, Winningen
- 1956/1957: Helga Steuer geb. Fuchs, Pommern (Mosel)
- (nicht Gebietsweinkönigin) Margret Wilmes geb. Hoffranzen, Mehring, Deutsche Weinkönigin 1956/1957
- 1957/1958: Helga Alsbach geb. Simonis, Kobern-Gondorf
- 1958/1959: Gertrude Riepe, Traben-Trarbach
- 1959/1961: Doris Knebel geb. Löwenstein, Winningen
- 1961/1963: Irmine Hoffmann geb. Regnery, Klüsserath
- 1963/1964: Inge Heidenreich geb. Schwaab, Zeltingen, Deutsche Weinkönigin 1963/1964
- 1964/1965: Siegrun Weber-Herges, Kröv
- 1965/1966: Hildegard Kochendörfer geb. Bidinger, Saarburg
- 1966/1967: Birgit Höreth geb. Schaaf, Winningen
- 1966/1967: Ruth Kutz geb. Collet, Reil, Deutsche Weinkönigin 1967/1968
- 1967/1968: Hildegard Ziegenhagen geb. Ketter, Kröv
- 1968/1969: Elisabeth Weis geb. Steffes, Leiwen
- 1969/1970: Monika Mc Kirsty geb. Servaty, Mesenich
- 1970/1971: Reinhilde Lima geb. Rothbrust, Kasel
- 1971/1972: Marlene Weber geb. Mai, Mehring
- 1972/1973: Hildrud Specht geb. Zenzen, Ellenz-Poltersdorf
- 1973/1974: Anneliese Zilliken geb. Hellers, Nittel
- 1974/1975: Cornelia Kröber geb. Löwenstein, Winningen
- 1975/1976: Jutta Montag geb. Kieren, Graach
- 1975/1976: Rita Hermes, Ellenz-Poltersdorf
- 1976/1977: Juliane Weiler geb. Loskill, Mehring
- 1977/1978: Angela Schmidt geb. Hahn, Koblenz-Güls
- 1978/1979: Rita Moog-Fischer, Valwig, Deutsche Weinkönigin 1979/1980
- 1979/1980: Giesela Kiefer, Wiltingen
- 1980/1981: Susanne Mölich geb. Körber, Winningen
- 1981/1982: Ingrid Scholtes geb. Welter, Klüsserath
- 1982/1983: Angelika Clüsserath, Trittenheim
- 1983/1984: Christine Lucas geb. Weis, Leiwen
- 1984/1985: Mechthild Weis geb. Meyer, Waldrach, Deutsche Weinkönigin 1985/1986
- 1985/1986: Jutta Schneider geb. Simon, Ayl, Deutsche Weinprinzessin 1986/1987
- 1986/1987: Jutta Fassian-Emmrich, Mehring, vorher Ortsweinkönigin von Mehring, Deutsche Weinkönigin 1987/1988
- 1987/1988: Sigrid Braun, Ernst
- 1988/1989: Stephanie Balthasar geb. Michels, Klotten
- 1989/1990: Annette Kröger, Neef
- 1990/1991: Lydia Bollig-Strohm, Trittenheim, Deutsche Weinkönigin 1991/1992
- 1991/1992: Bettina Fischer, Briedel
- 1992/1993: Rita Marmann geb. Schneider, Schweich
- 1993/1994: Judith Bell geb. Schwarz, Müden
- 1994/1995: Sabine Zenz, Ediger-Eller
- 1995/1996: Gaby Hoffmann, Osann-Monzel
- 1996/1997: Sandra Berweiler, Leiwen
- 1997/1998: Tina Hergenröder, Oberfell
- 1998/1999: Marion Erbes, Wolf (Traben-Trarbach)
- 1999/2000: Carina Dostert, Nittel, Deutsche Weinkönigin 2000/2001
- 2000/2001: Anne Oberbillig, Trier
- 2001/2002: Janine Rosinski, St. Aldegund
- 2002/2003: Kristina Simon, Schweich
- 2003/2004: Petra Zimmermann, Temmels, Deutsche Weinkönigin 2004/2005
- 2004/2005: Nicole Kochan, Lieser
- 2005/2006: Anne Mertes, Konz-Oberemmel
- 2006/2007: Katja Fehres, Brauneberg, vorher Ortsweinkönigin von Brauneberg
- 2007/2008: Martina Servaty, Mesenich
- 2008/2009: Sonja Christ, Oberfell, Deutsche Weinkönigin 2009/2010
- 2009/2010: Katharina Okfen, Maring-Noviand
- 2010/2011: Ramona Sturm, Moselkern
- 2011/2012: Andrea Schlechter, Enkirch
- 2012/2013: Maria Steffes, Ayl
- 2013/2014: Kathrin Schnitzius, Kröv (66. Deutsche Weinprinzessin 2014/2015)
- 2014/2015: Lisa Dieterichs, Ellenz-Poltersdorf
- 2015/2016: Lena Endesfelder, Mehring, Deutsche Weinkönigin 2016/2017
- 2016/2017: Lisa Schmitt, Leiwen
- 2017/2018: Kathrin Hegner, Waldrach
  - Prinzessinnen: Alina Scholtes (Trittenheim) und Marie Jakoby (Maring-Noviand)
- 2018/2019: Laura Gerhardt, Traben-Trarbach
  - Prinzessinnen: Bärbel Ellwanger (Trier) und Denise Wagner (Veldenz)
- 2019/2021: Marie Jostock, Köwerich
  - Prinzessinnen: Julia Weis (Zell (Mosel)), Julia Gries (Kobern-Gondorf) und Bärbel Ellwanger (Trier)
- 2021/2023: Sarah Röhl, Kröv
  - Prinzessinnen: Jacqueline Krause (Winningen) und Kirsten Urban (Wehlen)
- 2023/2024: Marie-Sophie Schwarz, Klüsserath
  - Prinzessinnen: Amelie Fritschle (Klotten) und Franziska Fritzen (Maring-Noviand)
- 2024/2025: Anna Zenz, Ediger-Eller
  - Prinzessinnen: Paula Sophie Scherrer (St. Aldegund), Anne van Dongen (Traben-Trarbach) und Maja Treis (Zell-Merl)

## Saar-Obermosel-Weinköniginnen
Seit das Weinbaugebiet Mosel-Saar-Ruwer 2006 nur noch Mosel heißt und die Bezeichnung der Weinkönigin entsprechend angepasst wurde, gibt es zusätzlich eine Wahl zur Weinkönigin der Saar-Obermosel-Region.
Bis dahin wurde seit 1950 jährlich eine Saarweinkönigin gewählt.
- 2005/2006 Sabrina Schons, Ayl
  - Prinzessinnen: Angela Thurn (Konz-Roscheid) und Claudia Maximini
- 2006/2007 Angela Thurn, Konz-Roscheid
  - Prinzessin(nen): N. N.
- 2007/2008 Jessica Willems, Nittel
  - Prinzessinnen: Christina Rommelfanger (Wiltingen) und Tamara Beck (Nittel)
- 2008/2009 Judith  Schmitt, Oberemmel
  - Prinzessinnen: Anne Simon (Ockfen), Michaela Zimmer und Kerstin Michels (Ockfen)
- 2009/2010 Anne Simon, Ockfen
  - Prinzessinnen: Kerstin Michels (Ockfen) und Natalie Scheer (Kastel-Staadt)
- 2010/2011 Anne Thein, Wasserliesch
  - Prinzessinnen: Natalie Scheer (Kastel-Staadt) und Melanie Scheuer (Nittel-Rehlingen)
- 2011/2012 Maria Steffes, Ayl
  - Prinzessin:  Elisabeth Ley (Tawern-Fellerich)
- 2012/2013 Elisabeth Ley, Tawern-Fellerich
  - Prinzessin: Frederike Welter (Wincheringen)
- 2013/2014 Frederike Welter (Wincheringen)
  - Prinzessinnen: Sitta Piedmont (Konz-Filzen) und Barbara Steffes (Ayl)
- 2014/2015 Sophie Meyer (Saarburg-Beurig)
  - Prinzessin: Sarah Schmitt (Konz-Filzen)
- 2015/2016 Sarah Schmitt (Konz-Filzen)
  - Prinzessinnen: Anna Karges (Schoden) und Kerstin Reinert (Serrig)
- 2016/2017 Hannah Arnoldy (Nittel)
  - Prinzessin: Antonia Reinsbach (Saarburg-Niederleuken)
- 2017/2018 Antonia Reinsbach (Saarburg-Niederleuken)
  - Prinzessinnen: Lena Marx (Wawern) und Kristina Reinert (Serrig)
- 2018/2019 Lena Marx (Wawern)
  - Prinzessin: Lea Zengerli (Merzkirchen-Dittlingen)
- 2019/2020 Lea Zengerli (Merzkirchen-Dittlingen)
  - Prinzessinnen: Julia Schuster (Nittel) und Karolin Klein (Schoden)
- 2020/2021: Karolin Klein (Schoden)
  - Prinzessinnen: Alessia Tabone (Saarburg-Beurig) und Lena Hein (Nittel)
- 2022 wurde die Region repräsentiert durch die Weinhoheiten Lena Hein und Alessia Tabone
- 2022/2023: Lena Hein (Nittel)
  - Prinzessinnen: Louisa Befort und Lara Kockelmann aus Nittel
- 2023/2024: Alessia Tabone (Saarburg)
  - Prinzessin: Vanessa Kleutsch (Ockfen)
- Vanessa Kleutsch (Ockfen)
  - Prinzessin: Sabrina Strupp (Freudenburg)

## Ruwer-Weinköniginnen
Seit 1966 werden im Ruwertal die Ruwer-Weinköniginnen gewählt.